# 다강구

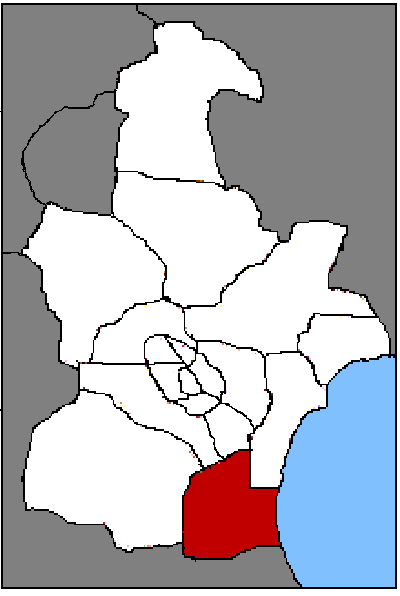
다강의 위치

다강구(한국어: 대항구, 중국어: 大港区, 병음: Dàgǎng Qū)는 중화인민공화국 톈진시의 남동쪽에 있는 행정구역이다. 넓이는 940km2이고, 인구는 2007년 기준으로 380,000명이고 대략 25km 정도의 해안선이 동쪽으로 뻗어있다.
1979년부터 다강은 석유화학산업을 기초로 발전하고 있다.

## 기후
연평균 기온은 12℃이고 연평균 강수량은 586.1mm이다.

## 행정 구역
5개 가도, 3개 진을 관할한다.
- 가도: 迎宾街道, 胜利街道, 古林街道, 海滨街道, 港西街道
- 진: 太平镇, 小王庄镇, 中塘镇